# NGC 3216
NGC 3216 este o galaxie eliptică situată în constelația Leul. A fost descoperită în 10 aprilie 1785 de către William Herschel.